# Fosforowodór
Fosforowodór, fosforiak, fosfina, PH
3 – nieorganiczny związek chemiczny, którego cząsteczka zbudowana jest z fosforu i wodoru. Jest to bezbarwny, palny i bardzo toksyczny gaz.

## Występowanie
Na Ziemi powstaje naturalnie jako produkt redukcji fosforanów przez różne gatunki bakterii w warunkach beztlenowych. Najczęściej wytwarzają go bakterie ściśle beztlenowe, takie, jak Clostridium sporogenes, rzadziej Clostridium acetobutyricum, Clostridium cochliarium, Escherichia coli, Salmonella gallinarum czy Salmonella arizonae. Obecności samozapalnego fosforiaku w palnych gazach wydobywających się z bagien przypisano zjawisko błędnych ogników.
Pierwsze doniesienia postulujące jego biogenezę pochodzą z 1897 r. W 1923 r., a następnie w 1927 r. opisane zostały bakterie zdolne do jego produkcji, co jednak przez długi czas budziło wiele kontrowersji, z powodu problemów z odtworzeniem odkrycia przez innych badaczy i obliczeniami wskazującymi, że proces biologicznej redukcji fosforanu do PH
3 wydawał się niemożliwy termodynamicznie. Dopiero w 1959 r. stwierdzono, że powstawania fosforiaku nie można wykluczyć na gruncie termodynamiki. Trudności z wykryciem tego związku związane są w znacznej mierze z łatwością, z jaką ulega on utlenieniu. Po raz pierwszy jego obecność w gazach pochodzenia biologicznego stwierdzono w gazach wydobywających się z osadów w oczyszczalniach ścieków i płytkich jezior na terenie Węgier za pomocą spektrometrii mas w 1988 r., a następnie w wielu lokalizacjach na świecie. Zaobserwowane stężenia PH
3 są o kilka rzędów wielkości niższe od stężenia szkodliwego dla człowieka.
Poza Ziemią obecność fosforowodoru stwierdzono na planetach-olbrzymach – Jowiszu i Saturnie – oraz gwiazdach węglowych, w warunkach bardzo wysokich ciśnień i temperatur. Natomiast nie są znane procesy abiologiczne, podczas których mógłby powstawać w znaczących ilościach na planetach skalistych. Dlatego w astrobiologii obecność fosforowodoru na ciele niebieskim postulowana jest jako znacznik obecności życia. Obecność gazu nie jest jednak dowodem jednoznacznym – nie można wykluczyć, że gaz ten może powstawać w wyniku nieodkrytych dotąd procesów foto- lub geochemicznych. W 2020 r. Jane Greaves z walijskiego Cardiff University i współpr. (współautorem odkrycia jest m.in. Janusz Pętkowski z zespołu Sary Seager z Massachusetts Institute of Technology) donieśli o zarejestrowaniu fosforowodoru w atmosferze Wenus (w ilości ok. 20 ppb). Wykorzystano w tym celu spektroskopię rotacyjną, korzystając z aparatury zainstalowanej na teleskopie Jamesa Clerka Maxwella oraz sieci radioteleskopów Atacama Large Millimeter Array (ALMA) w Chile, rejestrując promieniowanie mikrofalowe o λ = 1,123 mm, charakterystyczne dla przejścia rotacyjnego PH
3. Publikacja ta wzbudziła duże zainteresowanie, gdyż może oznaczać, że na Wenus występuje życie. Hipotezę tę poparła Clara Sousa-Silva z MIT, której zespół przez wiele lat badał możliwości niebiogennego powstawania fosforowodoru na planetach skalistych i nie zidentyfikował żadnego takiego procesu (co jednak nie oznacza, że nie ma takiej możliwości). Niektórzy astrobiolodzy i astrofizycy odnieśli się jednak krytycznie do tego odkrycia, sugerując błędną interpretację widma. Zastrzeżenia wzbudziło m.in. wykorzystanie danych z radioteleskopów ALMA – nawet Anita Richards, współautorka publikacji o odkryciu PH
3 na Wenus, przyznałą, że sieć ALMA nie została stworzona do wykrywania subtelnych efektów w bardzo jasnych obiektach, takich jak Wenus. Uwagi do wykrycia fosfiny zgłosił m.in. zespół badaczy z Centrum Lotów Kosmicznych imienia Roberta H. Goddarda pod kierownictwem Geronima Villanuevy, który stwierdził, że za obserwowane wyniki spektralne odpowiada SO
2 i wezwał Greaves do wycofania artykułu. Po ponownym przeanalizowaniu danych, zespół Sary Seager podtrzymał opinię, że na Wenus został wykryty PH
3, jednak w mniejszej ilości, niż podano pierwotnie – ok. 1 ppb, przy wartości maksymalnej do 5 ppb.

## Otrzymywanie
Fosforowodór otrzymać można wieloma metodami:
- przez hydrolizę fosforków, np. [32][33]:
Ca
3P
2 + 6H
2O → 2PH
3↑ + 3Ca(OH)
2
W reakcji powstają też pewne ilości wodoru. Na powietrzu wydzielający się gaz ulega samozapłonowi z powodu obecności difosfiny[34].
- roztwarzanie białego fosforu w wodnym roztworze KOH[32][33]:
4P + 3KOH + 3H
2O → PH
3↑ + 3KH
2PO
2
Produktami ubocznymi są także difosfina i wodór.
- przez rozkład jodku fosfoniowego[32][33]:
PH
4I + KOH → PH
3↑ + KI + H
2O
Metoda ta pozwala na uzyskanie produktu o najwyższej czystości.
- przez ogrzewanie kwasu fosfonowego, następuje wówczas dysproporcjonowanie[32]:
4H
3PO
3 → 3H
3PO
4 + PH
3↑
- rozkład (dysproporcjonowanie) kwasu podfosforawego (podobnie dla podfosforynów)[32]:
2H
3PO
2 → H
3PO
4 + PH
3↑

Surowy produkt oczyszcza się przez wymrożenie wody i difosfiny suchym lodem (ok. −78 °C), a następnie skroplenie fosforowodoru w płuczce zanurzonej w ciekłym azocie.

## Właściwości

### Właściwości fizyczne
W czystej postaci, w temperaturze pokojowej, jest to bezbarwny, pozbawiony zapachu gaz; w produktach komercyjnych zapach czosnku lub zgniłych ryb pochodzi od zanieczyszczeń powstałych w procesie produkcji. Skrapla się pod normalnym ciśnieniem w temperaturze −87,4 do −87,9 °C (według różnych źródeł), tworząc bezbarwną ciecz. W stan stały przechodzi w −133,5 °C i tworzy kilka form, prawdopodobnie związanych z ograniczeniem rotacji cząsteczek.
W 1
H NMR przesunięcie chemiczne jąder wodoru fosforiaku rozpuszczonego w ciekłym amoniaku wynosi δH = 1,66 ppm, a w 31
P NMR δP = 241 ppm. Stała sprzężenia 1JH−P wynosi ok. 180–190 Hz, a z powodu sprzężenia jądra fosforu z trzema jądrami wodoru na widmie 31
P NMR obserwuje się kwartet o stosunku sygnałów 1:3:3:1. Przesunięcie chemiczne δP = 241 ppm jest wyjątkowo duże, co wynika z faktu, że wiązania P−H w fosforiaku mają charakter czystego wiązania pojedynczego pσ(P)−sσ(H).
Silnie ujemne przesunięcie chemiczne w 31
P NMR i bardzo małe kąty wiązań H−P−H (ok. 93°; dla porównania, w PMe
3 wynoszą one 98°) wskazują, że wolna para elektronowa cząsteczki znajduje się głównie na orbitalu 3s.

### Właściwości chemiczne
Fosforowodór, w porównaniu do swoich fosforoorganicznych pochodnych, jest bardzo bierny chemicznie i z trudem reaguje ze związkami elektrofilowymi.
- skrajnie łatwopalny, w postaci oczyszczonej zapala się w powietrzu przy temperaturze 100 °C[37] (skłonność do samozapłonu wzrasta znacząco dla produktu pozbawionego wilgoci[32]), natomiast w postaci technicznej (nieoczyszczonej) ulega samozapłonowi w temperaturze pokojowej[38], na skutek obecności difosfiny
- jest reduktorem, np. wytrąca wolne metale szlachetne z roztworów ich soli[5], redukuje nitrozwiązki do amin, α-naftol do naftalenu i in.[4]
- ma właściwości słabo zasadowe, znacznie słabsze od amoniaku: pKBH+
 obliczone dla roztworu w acetonitrylu wynosi 4,2 (dla amoniaku 14,4)[39]
- podobnie jak amoniak tworzy jednododatni jon fosfoniowy (PH+
4) oraz sole fosfoniowe (np. PH
4Cl) rozkładające się w wodzie i ługach z wydzielaniem PH
3
- oderwanie protonu wymaga dużej energii (ΔG 361 kcal/mol w fazie gazowej), mimo tego jednak fosfina jest znacznie silniejszym kwasem (pKa 24,1 w DMSO) od amoniaku (pKa 39,7 w DMSO)[40]
- piroliza: w podwyższonej temperaturze rozkłada się zgodnie z kinetyką reakcji I rzędu; stała szybkości rozkładu PH
3 w temp. 500 °C wynosi ok. 8×10−3 1/s[4]
- fotoliza: PH
3 + hν → PH•
2 + H•
 (w obecności wody produktem końcowym jest H
3PO
4 lub H
3PO
2)[4]
- reakcje z metalami alkalicznymi (M): 2PH
3 + 2M → 2PH
2M + H
2↑ (reakcję prowadzi się zwykle w ciekłym amoniaku)[4]
- PH
3 + 4Cl
2 → PCl
5 + 3HCl[4]
- z halogenowodorami w warunkach bezwodnych daje odpowiednie halogenki fosfoniowe, np. w reakcji z ciekłym chlorowodorem powstaje chlorek fosfoniowy: PH
3 + HCl  →  PH
4Cl[4]
- jak już podano wyżej, w reakcjach z solami metali szlachetnych może wytrącać wolne metale; opisano też wiele reakcji z solami metali szlachetnych i innych metali ciężkich, prowadzących do odpowiednich fosforków, np. Ag
3P, Au
3P, Hg
3P
2, Pb
3P
2 i Cd
3P
2[4]
- podczas przepuszczania PH
3 przez roztwory aldehydów w kwasie solnym, lub w innych kwasach halogenowodorowych, powstają sole fosfoniowe typu (ROH)
4PX[4].

### Właściwości biologiczne
Jest silnie trujący, przy dłuższym narażeniu śmiertelne może być stężenie 10 ppm w powietrzu. Pomimo słabej rozpuszczalności w wodzie (22,8 ml gazu w 17 °C/100 ml), wykazuje ostrą toksyczność dla organizmów wodnych.

## Zastosowania
Stosuje się go jako insektycyd do gazowania składów ziaren zbóż oraz konstrukcji drewnianych w budynkach, pokarmu dla zwierząt i liści tytoniu oraz owoców i warzyw (w tym zastosowaniu zastępuje bromometan), choć wymaga to zastosowania podwyższonej temperatury lub długiego, do 10 dni, okresu inkubacji. Stosuje się go także jako środek do zwalczania gryzoni. Ponadto wykorzystywany jest do domieszkowania w technologiach produkcji półprzewodników.

## Pochodne fosforowodoru
Formalnie solami fosforowodoru są fosforki. Fosforek cynku (Zn
3P
2) i fosforek glinu (AlP) stosowane są do zwalczania szkodników (jako insektycydy i rodentycydy). Fosforki metali III grupy układu okresowego (fosforek glinu, fosforek galu, fosforek indu i fosforek talu) wykazują właściwości półprzewodnikowe i są stosowane w elementach elektronicznych.
Każdy atom wodoru w fosforowodorze może zostać zastąpiony grupą organiczną. Powstają wówczas związki fosforoorganiczne nazywane fosfinami, np. trifenylofosfina (P(C
6H
5)
3, Ph3P) stosowana w reakcji Mitsunobu.
Pochodne arylowe fosfowodoru (np. P(C
6H
5)
3) są wykorzystywane w reakcji Staudingera lub reakcji Wittiga. Do tych celów nie jest możliwe użycie analogicznych pochodnych amoniaku, ponieważ fosfor, w przeciwieństwie do azotu, może przekraczać oktet elektronowy (ze względu na wolne orbitale d) i tworzyć ylidy.